# Grykë-Çajë
Grykë-Çajë è una frazione del comune di Kukës in Albania (prefettura di Kukës).
Fino alla riforma amministrativa del 2015 era comune autonomo, dopo la riforma è stato accorpato, insieme agli ex-comuni di Arrën, Bicaj, Bushtricë, Kalis, Kolsh, Malzi, Shishtavec, Shtiqën, Surroj, Tërthore, Topojan, Ujëmisht e Zapod a costituire la municipalità di Kukës.

## Località
Il comune era formato dall'insieme delle seguenti località:
- Fshat
- Çajë
- Buzëmadhe
- Shkinak